# Уилямс FW12
Уилямс FW12 е болид от Формула 1, с която отбора на Уилямс участва през сезон 1988. Подобрена версия на болида наречена FW12C участва в 12 от 16-те състезания от сезон 1989. Това е първият болид от Уилямс с атмосферен двигател от 1983 година.

## FW12
В първоначалната си версия FW12 използва двигатели Джъд CV 3.5 V8, двигател, с който Марч и Лижие също са задвижвани през сезон 1988. Уилямс загубиха турбозадвижваните двигатели на Хонда, след пълната доминация през 1987. Причината за това е хората от японската компания не са доволни от контрола на Уилямс след като отказаха статута на лидер в отбора за Нелсън Пикет през 1986.
По рано през сезон Найджъл Менсъл и Рикардо Патрезе описаха болида като много бавен в права линия. В първото състезание за сезона в Бразилия, въпреки второто място на Менсъл, FW12 развиваше с общо 265 км/ч по 900 метровата права на пистата Жакарепагуа. В състезанието Менсъл отпадна с повреда по двигателя, и Патрезе със същата участ. Първите точки дойдоха в Монако където Патрезе финишира 6-и, а Менсъл бе въвлечен в инцидент с Ферари-то на Микеле Алборето. От ГП на Мексико до ГП на Франция нито двамата не са завършали състезание, най-вече поради проблемите с двигателя Джъд. След това в ГП на Великобритания, отбора реши да махне реактивното окачване, като бе проблематичен за тях най-вече в квалификацията в петък. По време на състезанието Менсъл се добра до второ място, благодарение на доброто пилотиране и дъжда, който осипа Силвърстоун. Британецът трябваше да пропусне надпреварите в Белгия и Италия поради пилешка шарка, и бе заменен от Мартин Брандъл в първото където завърши седми, извън точките и Жан-Люис Шлесер в последното като французина завинаги ще бъде запомнен с карането си в Монца, което въвлече той и Аертон Сена в инцидент което лиши на Макларън победата в състезанието. FW12 бе по конкурентно способен в последните състезания за сезон 1988 където Менсъл записа още едно 2-ро място в Испания и поредни влизания в точките за Патрезе(както и 6-о място в Унгария).
Уилямс завършиха сезона с 20 точки което прати отбора на 7-о място при конструкторите.

## FW12C
По време на сезон 1988 Уилямс използваха свободното време за да тестват новия двигател на Рено RS1 V10, с които ще се състезават за сезон 1989. Те използваха сегашния FW12 като тестова версия и преименувана на FW12B. За следващата година болида е с подобрена версия с двигатели на Рено и променени отдухвателни кутии. В първото състезание Патрезе се класира 2-ри в квалификацията и поведе в по-голямата част от състезанието преди да отпадне. Уилямс записаха и своята първа победа след ГП на Мексико 1987, когато Тиери Бутсен(който замени Менсъл в отбора) завърши първи в Канада след променливо време. Също така тази победа бе двойна, защото Рикардо Патрезе завърши 2-ри. Това се оказа единствената победа на FW12C, след като колата отстъпва от Макларън и Ферари в по-нататъчна фаза на сезона. От тимът решиха да пуснат в действие болида FW13 в Португалия(въпреки че Патрезе използва за последно FW12C в Испания) до последното състезание в Австралия за сезон 1990.

## Резултати от Формула 1
| Година | Отбор/Шаси   | Двигател      | Гуми | Пилот           | 1   | 2   | 3   | 4   | 5   | 6   | 7   | 8   | 9   | 10  | 11  | 12  | 13  | 14  | 15  | 16  | Тчи. | WCC  |
| ------ | ------------ | ------------- | ---- | --------------- | --- | --- | --- | --- | --- | --- | --- | --- | --- | --- | --- | --- | --- | --- | --- | --- | ---- | ---- |
| 1988   | Уилямс FW12  | Джъд CV V8 NA | Г    |                 | BRA | SMR | MON | MEX | CAN | DET | FRA | GBR | GER | HUN | BEL | ITA | POR | ESP | JPN | AUS | 20   | 7-и  |
| 1988   | Уилямс FW12  | Джъд CV V8 NA | Г    | Найджъл Менсъл  | Ret | Ret | Ret | Ret | Ret | Ret | Ret | 2   | Ret | Ret |     |     | Ret | 2   | Ret | Ret | 20   | 7-и  |
| 1988   | Уилямс FW12  | Джъд CV V8 NA | Г    | Рикардо Патрезе | Ret | 13  | 6   | Ret | Ret | Ret | Ret | 8   | Ret | 6   | Ret | 7   | Ret | 5   | 6   | 4   | 20   | 7-и  |
| 1988   | Уилямс FW12  | Джъд CV V8 NA | Г    | Мартин Брандъл  |     |     |     |     |     |     |     |     |     |     | 7   |     |     |     |     |     | 20   | 7-и  |
| 1988   | Уилямс FW12  | Джъд CV V8 NA | Г    | Жан-Люис Шлесер |     |     |     |     |     |     |     |     |     |     |     | 11  |     |     |     |     | 20   | 7-и  |
| 1989   | Уилямс FW12C | Рено RS1 V10  | Г    |                 | BRA | SMR | MON | MEX | USA | CAN | FRA | GBR | GER | HUN | BEL | ITA | POR | ESP | JPN | AUS | 77†  | 2-ри |
| 1989   | Уилямс FW12C | Рено RS1 V10  | Г    | Тиери Бутсен    | Ret | 4   | 10  | Ret | 6   | 1   | Ret | 10  | Ret | 3   | 4   | 3   |     |     |     |     | 77†  | 2-ри |
| 1989   | Уилямс FW12C | Рено RS1 V10  | Г    | Рикардо Патрезе | 15  | Ret | 15  | 2   | 2   | 2   | 3   | Ret | 4   | Ret | Ret | 4   |     | 5   |     |     | 77†  | 2-ри |

† 23 точки постигнати с Уилямс FW13.